# Mols-Linien

Mols-Liniens veerverbindingen (2016)

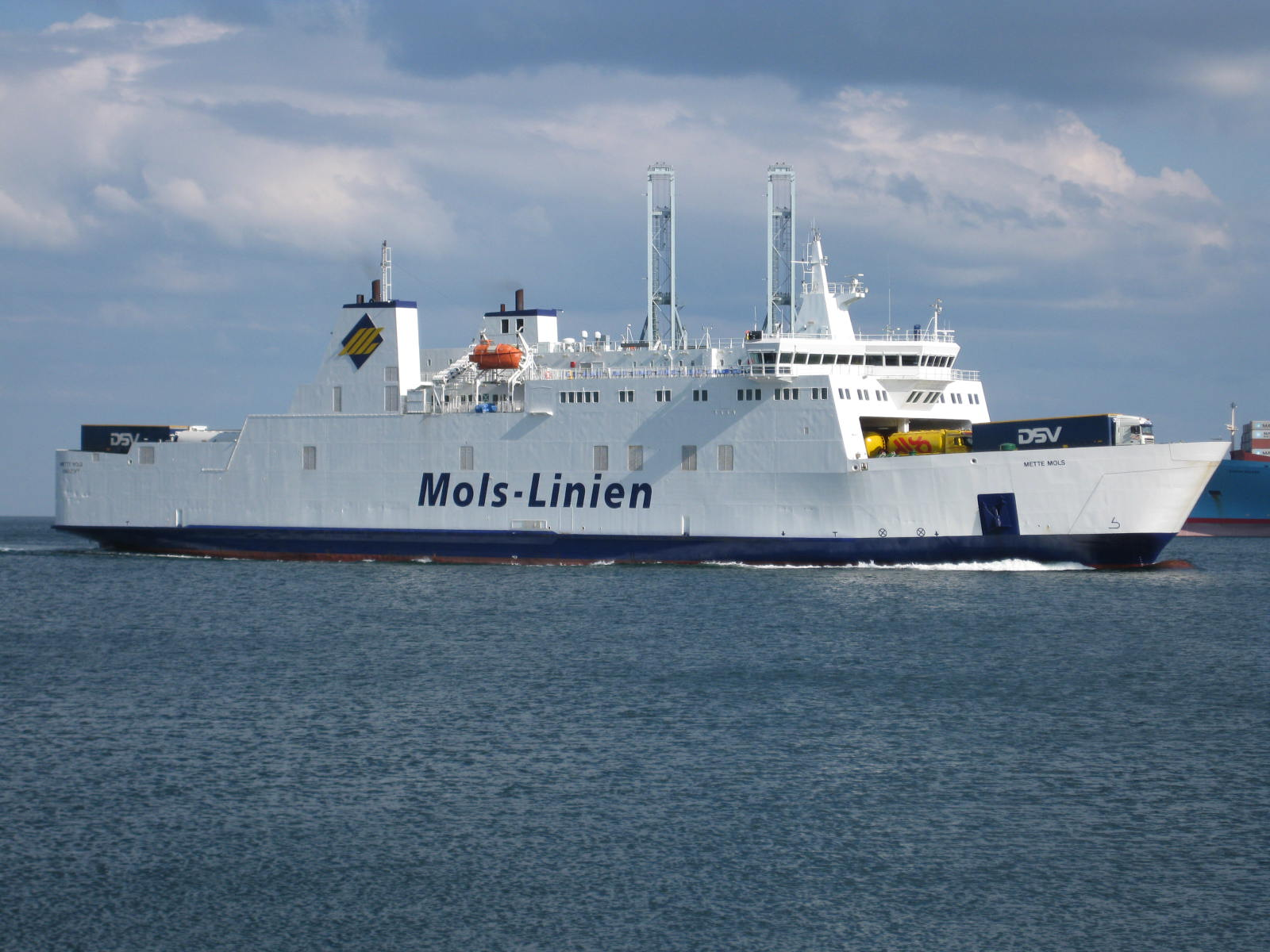
Mols-Liniens vroegere veerboot Mette Mols

Mols-Linien is een Deens bedrijf dat veerdiensten op het Kattegat tussen Jutland (Jylland) en Seeland (Sjælland) onderhoudt. Molslinjen is de grootste Deense reder op het gebied van passagiersvervoer. Per jaar maken meer dan 15 miljoen passagiers gebruik van een van de 22 veerschepen. In 2024 had het rederij meer dan 2000 medewerkers.

## Geschiedenis
De rederij werd in 1963 opgericht. De eerste veerdienst startte echter pas op 18 mei 1966 en liep tussen Ebeltoft en Sjællands Odde. 
In 2016 onderhield de rederij twee veerverbindingen, Sjællands Odde-Aarhus en Sjællands Odde-Ebeltoft.
Op 10 oktober 2018 gaf de toezichthouder toestemming voor de overname van Danske Færger A/S. Verkopers zijn Bornholmstrafikken Holding A/S en Clipper Group A/S. Met deze overname wordt Mols-Linien actief met veerdiensten op Bornholm. 
De rederij was in handen van Kapitaalfonds Polaris. In december 2020 bereikte EQT Infrastructure een overeenstemming met de grootaandeelhouder waarbij EQT alle aandelen overneemt.
In 2022 werd ForSea overgenomen. Deze maatschappij onderhoudt de veerdiensten tussen Denemarken en Zweden tussen de steden Helsingør en Helsingborg. Dit is een forse uitbreiding, ForSea vervoerde in 2019 zeven miljoen passagiers, 1,3 miljoen personenwagens en een half miljoen vrachtwagens en bussen. Er werkten toen zo'n 600 personen voor ForSea. Mols-Linien telde op het moment van de overname 1200 medewerkers en vervoerde jaarlijks acht miljoen passagiers met 15 veerschepen op negen routes.

## Vloot
Voor de acquisities van Danske Færger en ForSea, bestond de vloot uit drie catamaranveerboten:
| Naam         | Type                | Gebouwd | In gebruik genomen | Tonnage   | Diesel- motoren | Snelheid         | Capaciteit                 |
| ------------ | ------------------- | ------- | ------------------ | --------- | --------------- | ---------------- | -------------------------- |
| KatExpress 4 | Austal109 catamaran | 2018    | 2019               |           | 4               | 36 knoop 67 km/u | 1006 passagiers 425 auto's |
| KatExpress 3 | InCat112 catamaran  | 2017    | 2017               |           | 4               | 36 knoop 67 km/u | 1000 pax 417 auto's        |
| KatExpress 2 | InCat112 catamaran  | 2013    | 2013               | BT 10,503 | 4               | 36 knoop 67 km/u | 1000 pax 417 auto's        |

De vroegere vloot bestond uit conventionele veerboten, gebouwd van staal, maar latere catamarans zijn van aluminium vervaardigd. Alle vroegere veerboten van Mols-Linien hadden een voornaam die begon met de letter M en hun naam eindigde met Mols.
- Mette Mols
- Maren Mols
- Mikkel Mols
- Morten Mols
- Mette Mols
- Maren Mols
- Mads Mols
- Mie Mols
- Maren Mols
- Mette Mols
- Mai Mols, catamaran
- Mie Mols, catamaran
- Mads Mols, catamaran
- Max Mols, catamaran
- KatExpress 1, catamaran

## Routes en transport
- Sjællands Odde - Ebeltoft (55 minuten)[4]
- Sjællands Odde - Aarhus (75 minuten)[4]
- In 2013 vervoerde Mols-Linien 938.465 persoonswagens en 2.463.081 passagiers.
- Vanaf 1 september 2018 neemt Mols-Linien de concessie tot 31 augustus 2028 over van BornholmerFærgen. Dit betekent dat zij vanaf die dag de veerdiensten zullen onderhouden op de routes Rønne-Ystad, Rønne-Køge en Rønne-Sassnitz.[5]

## Galerij

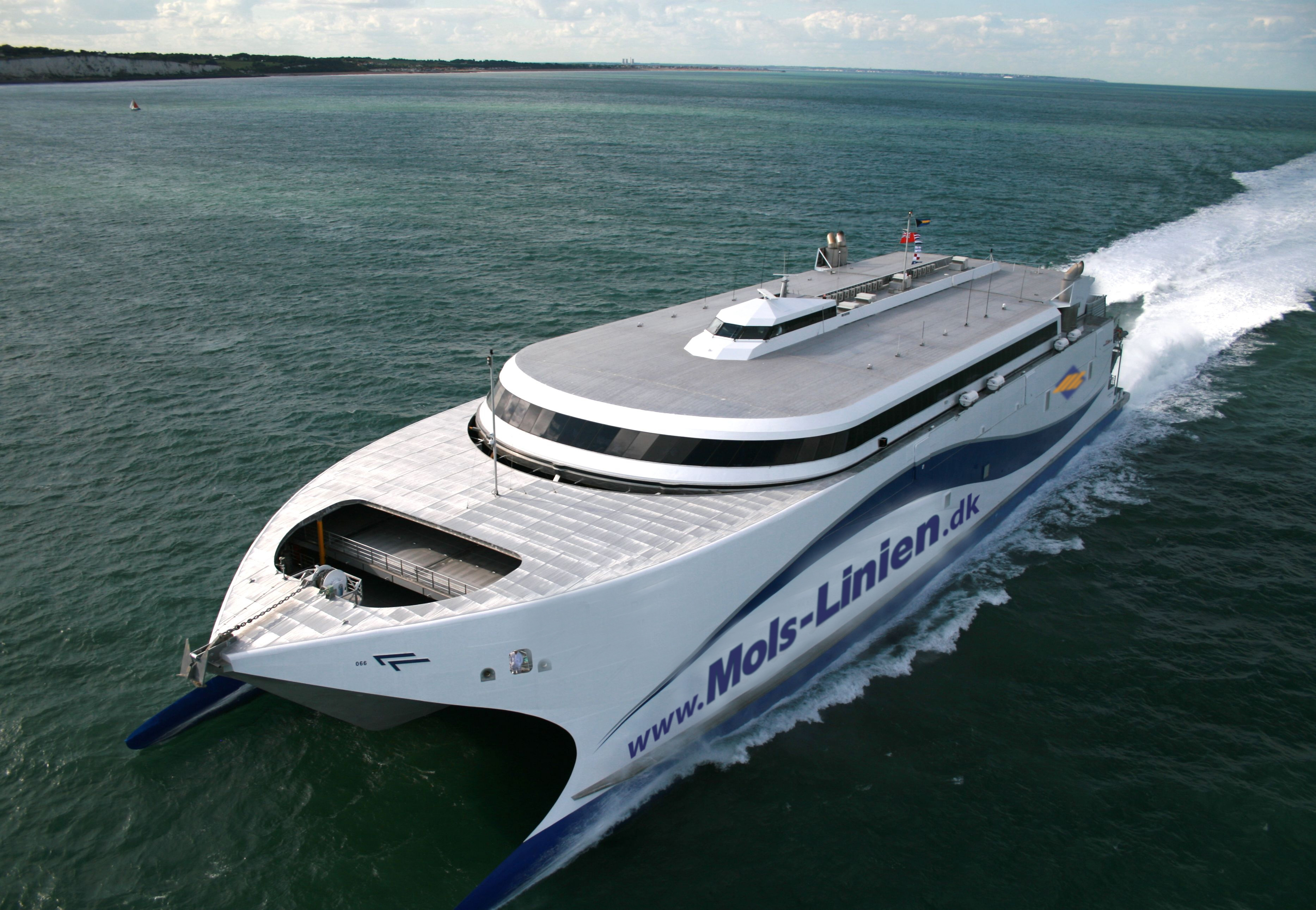
Mols-Liniens veerboot Kat Express 1
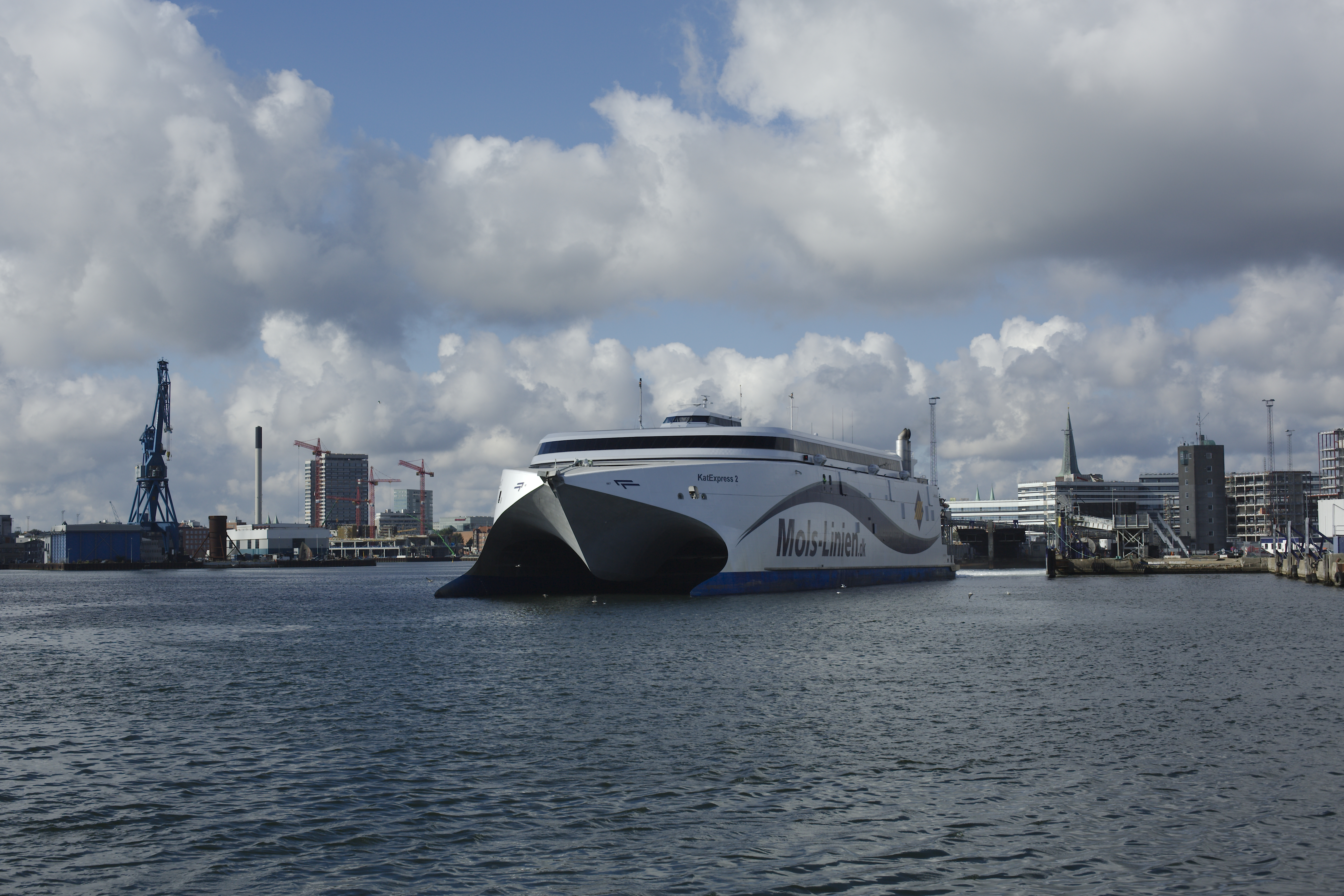
KatExpress 2 verlaat de haven van Aarhus
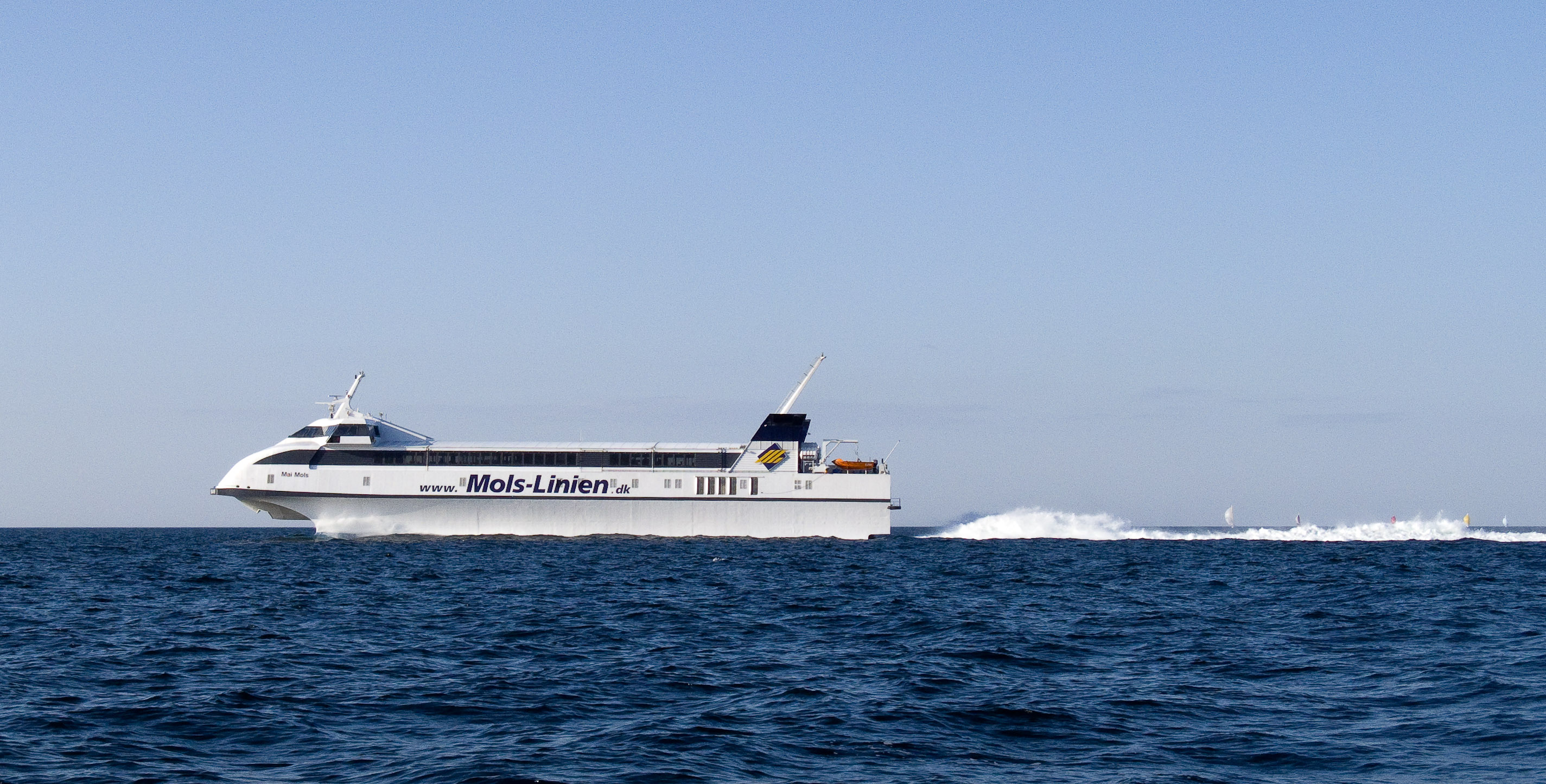
Mai Mols op snelheid